# Општина Викторија (Браила)
Викторија (рум. Victoria) општина је у Румунији у округу Браила.
Oпштина се налази на надморској висини од 18 m.